# Desaguadero (gemeente)
Desaguadero is een gemeente (municipio) in de Boliviaanse provincie Ingavi in het departement La Paz. De gemeente telt naar schatting 7.571 inwoners (2018). De hoofdplaats is Desaguadero.